# 潘塞
潘塞（法語：Pincé，法語發音：[pɛ̃se]）是法国萨尔特省的一个市镇，属于拉弗莱什区。

## 地理
潘塞（47°47'49"N, 0°22'52"W）面积5.76 平方千米，位于法国卢瓦尔河地区大区萨尔特省，该省份为法国西北部内陆省份，北起顺时针与奥恩省、厄尔-卢瓦省、卢瓦-谢尔省、安德尔-卢瓦尔省、曼恩-卢瓦尔省和马耶讷省接壤，是法国大西部的入口，连接卢瓦尔河谷、布列塔尼和巴黎盆地。
与潘塞接壤的市镇（或旧市镇、城区）包括：索莱姆、圣但尼当茹、库尔蒂耶、普雷西涅、薩爾特河畔薩布萊。

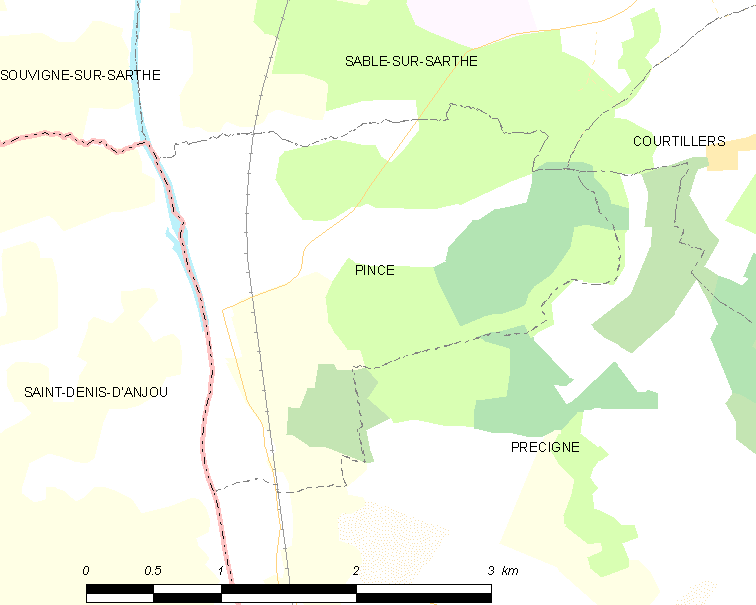
潘塞的OSM定位图

潘塞的时区为UTC+01:00、UTC+02:00（夏令时）。

## 行政
潘塞的邮政编码为72300，INSEE市镇编码为72236。

## 政治
潘塞所属的省级选区为萨尔特河畔萨布莱县。

## 人口

1962-2008年间潘塞人口变化图示

潘塞于2022年1月1日时的人口数量为191人。